# 公孫倉
公孫倉（?—?），戰國時期卫国人物，卫成侯麾下将领。
前354年（周显王十五年、魏惠王十六年、赵成侯二十一年、齐威王三年、楚宣王十六年、韩昭侯九年、宋剔成君十六年、卫成侯八年），赵国进攻魏国的盟国卫国，魏国派兵于是包围赵国首都邯郸（今河北省邯郸市）。前353年，赵国派使者向齐、楚两国求救。
魏国虽然攻打赵国，但同时也派军占领卫国的领土。卫国于是和齐国联合一起对抗魏国，卫成侯派公孫倉联合齐军攻打魏国。齐威王派军兵分两路，一路与宋国景㪨、卫国公孫倉所率部队会合，围攻魏国的襄陵。一路由田忌、孙膑率领救援赵国。孙膑设伏，在桂陵之战，擒获魏将庞涓。前352年，魏惠王派军击败包围襄陵的齐、宋、卫联军，齐国被迫请楚国大将景舍出面调停，各国休战。